# 제이크 셰어스

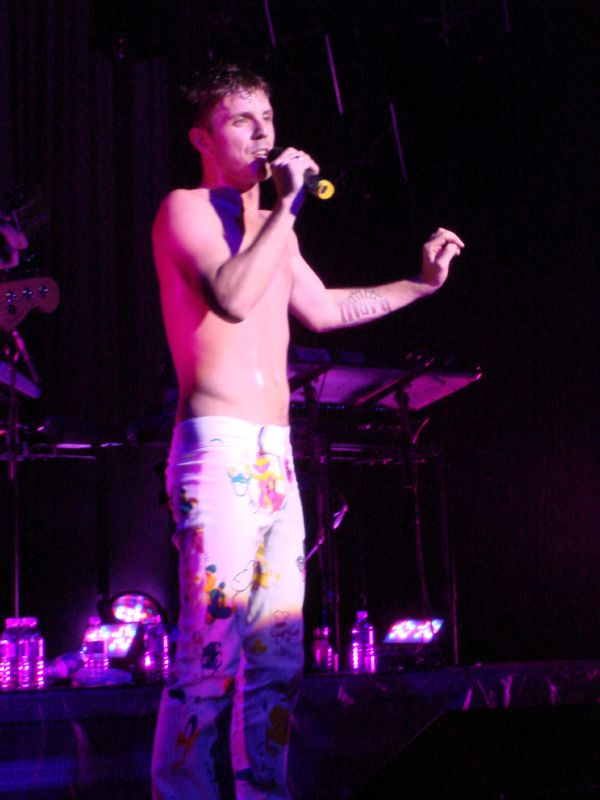

제이크 셰어스(Jake Shears)는 1978년 10월 3일 아리조나에서 태어났다. 본명은 제이슨 셀라즈(Jason Sellards)로 시저 시스터스의 남자 리드 보컬이다.

## 생애
Shears는 아리조나에서 태어나 시애틀의 외곽에서 자랐다. 그는 시애틀에서 고등학교를 다녔고 LA에 있는 옥시덴탈(Occidental) 대학에 입학했다. 셰어스가 19세가 되던 해 그는 친구를 만나러 켄터키 주의 렉싱턴으로 여행을 갔고, 그 자리에서 스콧 호프만(Scott Hoffman, Babydaddy)를 친구에게 소개 받았다. 셰어스와 호프만은 의기투합하여 1년 후 뉴욕으로 자리를 옮겼다.
뉴욕에서 셰어스는 유진 랭(Eugene Lang) 대학 소설창작과에 입학했고, 트래비스 젭슨(Travis Jeppesen)과 친구가 되었다. 또한, 게이 잡지 HX에도 간간히 글을 쓰기도 하였다. 그러는 동안, 게이임을 밝히고 다닌 셰어스는 뉴욕 게이와 일렉트로 클래시(electroclash) 무대(현장)에 나타나기 시작했다. 또한, 2000년에는 종이 잡지의 음악평론가로 일하기도 하였다.
셰어스와 호프만은(그가 살았던, 브루클린 윌리엄스버그의 일렉트로클래시(electroclash) 무대의 심장과 같은) 럭스(Luxx)에서 공연되는 엉뚱한(멋진) 퍼포먼스 아트를 하는 그룹으로 시저
시스터스(Scissor sisters)를 결성했다. 그 후 뉴욕에서 2년 동안의 노력 끝에, 마침내 시저 시스터스는 영국과 아일랜드에서 성공할 수 있었고, 영국에서 그 해의 가장 잘 팔린 앨범으로 2004년을 마무리 할 수 있었다.
콘서트에서의 셰어스는 도발적인 댄스, 현란한 패션, 노출 등으로 알려졌다. (그의 어린 시절, 그는 뉴욕에서 성공하기 위하여 애썼고, 그는 종종 돈을 벌기 위하여 고고보이와 게이 스트립 클럽 등에서 남자 에로틱 댄서등을 했었다.) 그의 음악적인 영향은 ABBA. 데이비드 보위(David Bowie), 두란두란(Duran Duran), 록시 뮤직(Roxy Music), 더 뉴욕 돌스(The New York Dolls), 퀸(Queen), 마돈나(madonna), 달리 파튼(Dolly Parton)에게서 받았다. 그와 그의 밴드는 LGBT 사회에서 특별히 유명한 밴드가 되었다.